# Populus przewalskii
Populus przewalskii là một loài thực vật có hoa trong họ Liễu. Loài này được Maxim. miêu tả khoa học đầu tiên năm 1882.